# James Allred
James V. Allred  (29 de março de 1899 — 24 de setembro de 1959) foi o 33º governador do estado americano de Texas, de 15 de janeiro de 1935 a 1939.